# ونكة مرقعة
الونكة المرقعة (الاسم العلمي:Littorina scutulata) (بالإنجليزية: Checkered periwinkle)‏ هي نوع من الرخويات تتبع جنس الونكة من فصيلة الونكات. استوحى اسمها من النمط أو النقش المرقع (أي الأشكال المربعة المتبادلة) الموجود على صدفتها الناعمة والشبه مخروطية، والتي تكون عادة بيضاء، زرقاء مسودة، أو بنية اللون. لمعظم الأصداف خمسة التفافات، تتلون الأجزاء العلوية منها باللون الأبيض الرمادي. أكبر العينات التي وجدت، بلغ طولها 1 سم، وعرضها 1.3 سم.
تعيش الونكة المرقعة بين الصخور والتكتلات، فوق خط المد بقليل، وتقتات على الطحالب الملتصقة بالصخور. تبقى الونكة المرقعة خارج الماء في أغلب الأوقات، ونادراً ما تحتاج إلى ترطيب خياشيمها بالماء، نظراً لوجود صفيحة عظمية صلبة في طرف قدمها، فعندما تدخله إلى داخل الصدفة، تغلقها هذه الصفيحة محتفظة بالرطوبة في الداخل.